# Artena nicanora
Artena nicanora är en fjärilsart som beskrevs av Louis Beethoven Prout 1919. Artena nicanora ingår i släktet Artena och familjen nattflyn. Inga underarter finns listade i Catalogue of Life.